# Chrysoperla oblita
Chrysoperla oblita är en insektsart som först beskrevs av Hölzel 1973.  Chrysoperla oblita ingår i släktet Chrysoperla och familjen guldögonsländor. Inga underarter finns listade i Catalogue of Life.